# Precipitous Bluff
Precipitous Bluff är ett berg i Australien. Det ligger i regionen Huon Valley och delstaten Tasmanien, i den sydöstra delen av landet, omkring 87 kilometer sydväst om delstatshuvudstaden Hobart. Toppen på Precipitous Bluff är 1 112 meter över havet, eller 61 meter över den omgivande terrängen. Bredden vid basen är 0,38 km.
Runt Precipitous Bluff är det mycket glesbefolkat, med 2 invånare per kvadratkilometer.. Det finns inga samhällen i närheten. 
I omgivningarna runt Precipitous Bluff växer i huvudsak städsegrön lövskog. Genomsnittlig årsnederbörd är 1 484 millimeter. Den regnigaste månaden är juli, med i genomsnitt 187 mm nederbörd, och den torraste är februari, med 68 mm nederbörd.